# Castillo de Ebnet

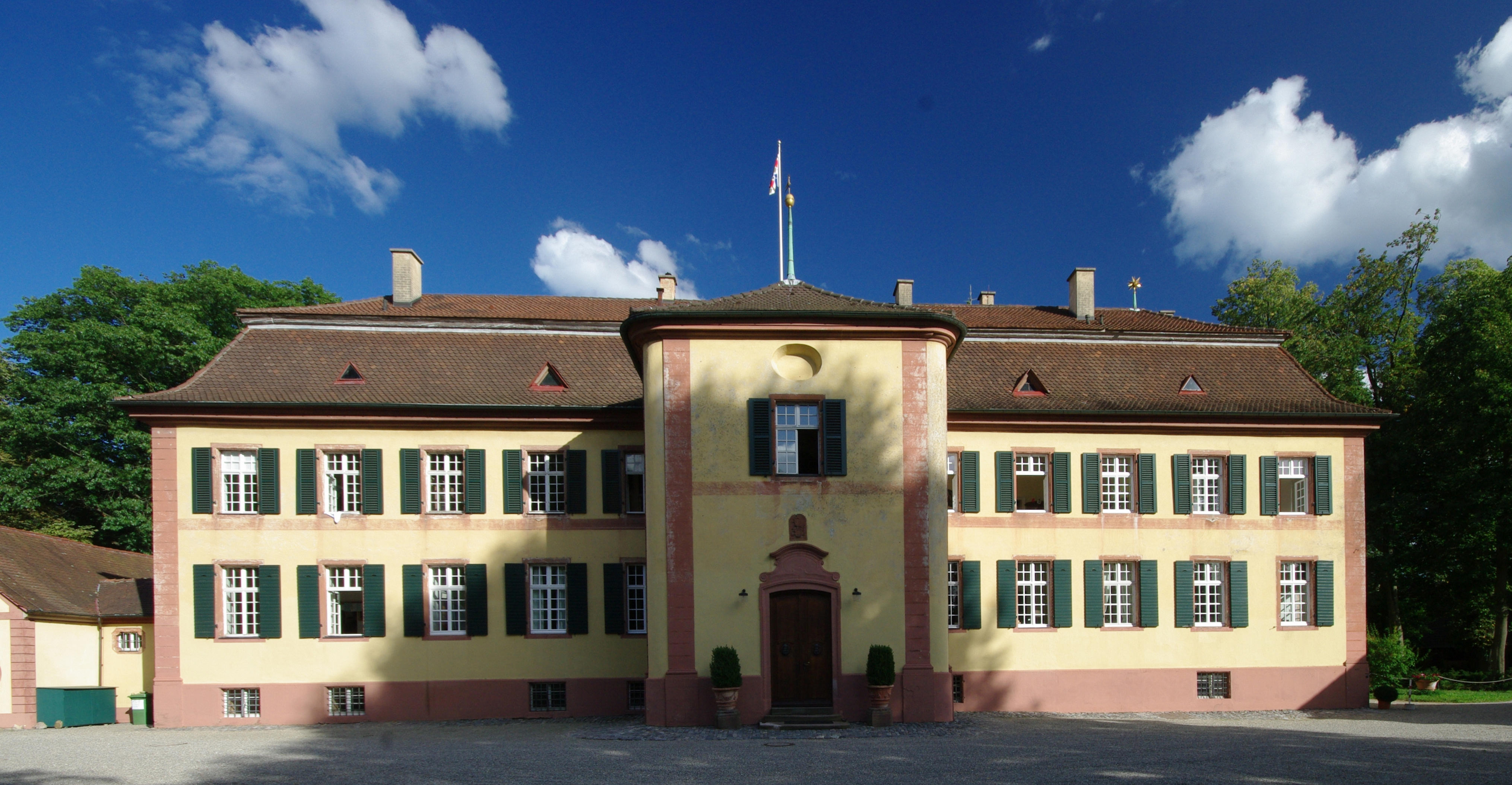
Castillo de Ebnet.

El Castillo de Ebnet es un castillo en Ebnet, un barrio en el este de Friburgo de Brisgovia en Baden-Wurtemberg, Alemania. Se supone que el nuevo castillo fue construido sobre los cimientos de una casa señorial anterior que se puede ver todavía en la imagen de Ebnet a vista de pájaro en la iglesia de San Hilario de Ebnet pintada por Franz Bernhard Altenburger alrededor de 1730. El nuevo castillo fue construido entre 1748-1750 por Johann Jakob Fechter de Basilea, uno de los principales arquitectos del barroco tardío. Johann Christian Wenzinger, el artista brisgoviano más importante del barroco, asesoró en el diseño de la fachada al jardín y en 1748 y 1749 creó las esculturas de las cuatro estaciones en el parque del castillo. El castillo se encuentra en propiedad privada y es accesible para el público sólo cuando hay eventos especiales:

## Eventos
- Ebneter KulturSommer (Verano Cultural de Ebnet)[3]
- Jornadas Europeas de Patrimonio
- Mercado navideño de Ebnet